# Francesco Panvini Rosati
Francesco Panvini Rosati (Roma, 14 dicembre 1923 – 4 maggio 1998) è stato un numismatico italiano.

## Biografia

### Studi e attività accademica
Fu allievo di Secondina Lorenza Cesano, direttore del medagliere del Museo nazionale romano e docente di Numismatica antica presso la Sapienza -Università di Roma, e con lei si laureò nel 1946, divenendone assistente volontario da quello stesso anno.
In concomitanza, collaborò presso il Museo nazionale romano, in cui entrò nel 1948 come ispettore conservatore del Medagliere, di cui divenne direttore l'anno dopo, succedendo a Secondina Cesano.
Nell'anno accademico 1961-62 fu all'Università di Bologna, per insegnarvi Numismatica, disciplina a cui grazie alla sua venuta fu dedicato un insegnamento autonomo proprio, mentre in precedenza era incorporato nell'insegnamento di Archeologia di quell'ateneo.
Nel 1975 lasciò l'incarico al Museo nazionale romano per assumere, come ordinario, la cattedra di Numismatica all'Università degli Studi di Palermo. In seguito fu all'ateneo di Macerata e, infine, dal 1983, definitivamente alla Sapienza di Roma. Assunse negli anni ottanta anche la direzione della Scuola Nazionale di Archeologia, di cui realizzò lo Statuto e la trasformazione da scuola di Perfezionamento in Scuola di Specializzazione, secondo le indicazioni del nuovo ordinamento.
I suoi larghi interessi culturali e la sua solida formazione storica e umanistica, gli hanno permesso di abbracciare vasti campi della disciplina, dalla numismatica antica a quella medievale e moderna, oltre alla medaglistica e alla storia del collezionismo. Ebbe con gli amici e i numerosi colleghi quali Giorgio Gullini, Massimo Pallottino, Sandro Stucchi, Maria Squarciapino Giovanni Colonna proficue e attente collaborazioni, offrendo in ogni rapporto il suo apporto.

### Attività nel campo museale e della conservatoria numismatica
In concomitanza con l'insegnamento accademico, Panvini Rosati svolse un'importante attività in campo museale, iniziata con la già citata collaborazione con il Museo nazionale romano, di cui si è già detto, a cui egli si dedicò fino al 1975.
Nel periodo in cui fu a Bologna, instaurò una proficua collaborazione con il locale Museo civico archeologico, che lo vide attivo nell'organizzazione di mostre numismatiche, come «La zecca di Bologna 1191-1861», «Arte e civiltà nella moneta greca», «La moneta romana repubblicana», «Le monete imperiali romane da Augusto a Commodo», accompagnate dalla pubblicazione di importanti cataloghi. La collaborazione con attività museali riguardò anche altre città dell'Emilia-Romagna: a Parma si occupò del riordino del Medagliere del locale Museo Archeologico Nazionale, mentre a Ravenna effettuò la ricognizione di un tesoretto medievale venuto alla luce in via Luca Longhi.
Si devono inoltre a lui anche i cataloghi di importanti mostre di cui fu fautore a Roma, come quelle su «Monete italiane del Rinascimento» e «Medaglie e placchette italiane dal Rinascimento al XVIII secolo».
Il suo nome è legato anche alla collezione donata al popolo italiano da Vittorio Emanuele III, di cui divenne curatore dal 1959.

## Opere
Tra le opere, si ricorda l'Introduzione alla numismatica antica, manuale pubblicato a Roma nel 1963.